# Café Comercial
Le Café Comercial est un café de Madrid créé le 21 mars 1887 pendant la Restauration bourbonienne en Espagne. C'est l'un des bars les plus vieux de la capitale, et un lieu important de discussions littéraires lors de la post-guerre (1939-1945).
C'est l'un des premiers cafés à employer des serveuses en Espagne.

## Histoire et emplacement

### Plus de cent ans d'histoire
Le Café Comercial est inauguré le 21 mars 1887 — pendant la Restauration bourbonienne en Espagne — au numéro 7 de la Glorieta de Bilbao, en plein centre de Madrid. Sur cette même place existait déjà le célèbre Pozos de la Nieve (« puits de neige » : ils y conservaient la neige qui provennait de la sierra de Guadarrama).
Les réunions de l'époque donnent le nom au café, à la suite du désastre colonial et des fausses illusions du régénérationnisme, en 1898.
Il possède deux entrées, l'une d'elles étant une porte tambour et de grandes baies vitrées. Le Café se tient sur deux étages ; au premier, les habitués jouent aux échecs à toute heure et disposent gratuitement d'échiquiers : il y a là le Club de Ajedrez Café Comercial. 
Le local passe aux mains de la famille Contreras — Antonio Contreras, originaire de La Havane, et Isabel Bueno — en 1909 et gagne en célébrité. 
Pendant la guerre civile espagnole, le local est confisqué par les propres employés et sur les journaux de post-guerre, apparaissent comme clients des journalistes du Diario Arriba, organe de la phalange espagnole.
L'aspect actuel du Café reflète la grande rénovation de 1953
Le chocolat avec des churros et les picatostes (es) y sont célèbres, selon les chroniques de l'époque, et Marcial Guareño compose le chotis :
« Quiere usted tomar

un café rico,

acuda al Comercial

que es exquisito. »
— Marcial Guareño
        
« Si vous voulez prendre
un bon café,
allez au Comercial
il y est exquis. »
En 1999, une plaque commémorative de la mairie de Madrid est installée sur la façade du café, au-dessus de la porte d'entrée giratoire, afin de rappeler sa portée historique dans la vie sociale et culturelle de la ville ; la mairie lui a aussi décerné le statut de café centenaire.

### Fermeture
Le Café Comercial ferme le 27 juillet 2015 sans que le motif n'ait été révélé par les propriétaires, après 128 ans d'activité.

### Réouverture
Le 22 juin 2016, il est annoncé que le café rouvrira ses portes, sous la direction du groupe El Escondite. Sous la forme d'un bar-restaurant, il doit néanmoins conserver tous ses éléments architecturaux et décoratifs caractéristiques. La réouverture a finalement lieu le 27 mars 2017.

## Le Café Comercial et la poésie
Depuis le début, le Café Comercial est un endroit privilégié par les poètes, romanciers et peintres. Le roman de Camilo José Cela, La Colmena reflète l'ancienne ambiance du Café, ainsi que du Café Europeo, situé au numéro 1 de la même place (et qui n'existe plus aujourd'hui).
Il existe un Rincón de don Antonio, en honneur à l'un des plus assidus membres du groupe de discussion qui s'y réunissaient : Antonio Machado ; tous les vendredis, les poètes Rafael Soler et Pablo Méndez présentent un nouveau recueil de poésie.
Parmi les poètes réguliers du Café Comercial, venaient Blas de Otero, Gabriel Celaya, Gloria Fuertes, José Hierro, José Manuel Caballero Bonald, Ángel González ou Tomás Segovia. Parmi ceux d'aujourd'hui, on trouve Luis García Montero, Ana Rosetti (es), José Elgarresta (es) ou encore Arturo Pérez-Reverte.